# Mostra de Venise 1987
La Mostra de Venise 1987, 44e édition du festival international du film de Venise (44ª edizione della Mostra internazionale d'arte cinematografica), est un festival de cinéma qui se tient du 29 août au 9 septembre 1987 à Venise, en Italie.

## Jury
- Irène Papas (présidente, Grèce), Sabine Azéma (France), John Bailey (É.-U.), Anja Breien (Norvège), Beatriz Guido (Argentine), Károly Makk (Hongrie), Sergueï Soloviev (URSS), Carlo Lizzani (Italie), Vittorio Storaro (Italie), Ana Carolina Teixeira Soares (Brésil), Michael York (Grande-Bretagne), Regina Ziegler (RFA).

## Compétition
- Au revoir les enfants de Louis Malle  France
- Un enfant de Calabre (Un ragazzo di Calabria) de Luigi Comencini  Italie
- Comédie ! de Jacques Doillon  France
- Le Sourd dans la ville de Mireille Dansereau  Canada
- Divinas palabras de José Luis García Sánchez  Espagne
- La Vallée fantôme de Alain Tanner  Suisse
- Les Lunettes d'or (Gli occhiali d’oro) de Giuliano Montaldo  Italie
- Hip hip hurra! de Kjell Grede  Suède
- Engrenages (House of Games) de David Mamet  États-Unis
- Si le soleil ne revenait pas de Claude Goretta  Suisse
- Longue vie à la signora (Lunga vita alla signora) d'Ermanno Olmi  Italie
- Bienvenue au Paradis (Made in Heaven) de Alan Rudolph  États-Unis
- Maurice de James Ivory  Royaume-Uni
- L'Hôtel de la mère patrie (Anayurt Oteli) de Ömer Kavur  Turquie
- Les Montagnes de la Lune (O Desejado) de Paulo Rocha  Portugal
- Oridathu de Govindan Aravindan  Inde
- Plioumboum, ou un jeu dangereux (Plyumbum, ili Opasnaya igra) de Vadim Abdrachitov  Union soviétique
- Quartiere de Silvano Agosti  Italie
- La Saison des monstres (Szörnyek évadja) de Miklós Jancsó  Hongrie
- La Mère porteuse (Sibaji) de Im Kwon-taek  Corée du Sud
- The Tale of Ruby Rose de Roger Scholes  Australie
- L'Inspectrice des impôts (Marusa no onna) de Jūzō Itami  Japon
- L'Homme voilé de Maroun Bagdadi  France

## Palmarès
- Lion d'or pour le meilleur film : Au revoir les enfants de Louis Malle
- Grand prix spécial du jury : Hip hip hurra! de Kjell Grede
- Lion d'argent : Longue vie à la signora (Lunga vita alla signora) d'Ermanno Olmi et Maurice de James Ivory
- Coupe Volpi de la meilleure interprétation masculine : Hugh Grant et James Wilby pour Maurice de James Ivory
- Coupe Volpi de la meilleure interprétation féminine : Kang Soo-yeon pour La Mère porteuse (Sibaji)
- Lion d'or d'honneur : Luigi Comencini et Joseph L. Mankiewicz